# Jeździectwo na Letnich Igrzyskach Olimpijskich 1900 – skok wzwyż
Skok wzwyż był jedną z trzech konkurencji w jeździectwie na Letnich Igrzyskach Olimpijskich 1900 w Paryżu uznawanych przez Międzynarodowy Komitet Olimpijski. Rozegrany został 2 czerwca na Placu Breteuil.
Do zawodów zostało zgłoszonych 17 zawodników (Giovanni Giorgio Trissino występował dwa razy na dwóch różnych koniach), z czego 4 znanych jest z imienia i nazwiska. W przypadku pozostałych wiadomo, iż 6 pochodziło z Francji, 3 z Belgii, 3 z Włoch, a 1 z Rosji.
Za skok wzwyż przyznano dwa złote medale, ponieważ Francuz Dominique Gardères i Włoch Giovanni Giorgio Trissino uzyskali tę samą wysokość (1,85 m). Brązowy medal zdobył Belg Georges van der Poële.

## Wyniki
| Poz.  | Jeździec                  | Koń      | Wysokość |
| ----- | ------------------------- | -------- | -------- |
| złoto | Dominique Gardères        | Oreste   | 1,85 m   |
| złoto | Giovanni Giorgio Trissino | Canéla   | 1,85 m   |
| brąz  | Georges van der Poële     | Ludlow   | 1,70 m   |
| 4     | Giovanni Giorgio Trissino | Mélepo   | 1,70 m   |
| 5-18  | Hermann John Mandl        | nieznany | nieznany |
| 5-18  | 13 nieznanych uczestników |          |          |